# Шандаста

Шандаста — река в России, протекает в Ремонтненском районе Ростовской области и Целинном районе Калмыкии. Устье реки находится в 96 км по правому берегу реки Наин-Шара. Длина реки составляет 13 км, площадь водосборного бассейна 77,2 км².

## Данные водного реестра
По данным государственного водного реестра России относится к Донскому бассейновому округу, водохозяйственный участок реки — Дон от впадения реки Северский Донец и до устья, без рек Сал и Маныч, речной подбассейн реки — бассейн притоков Дона ниже впадения Северского Донца. Речной бассейн реки — Дон (российская часть бассейна).
По данным геоинформационной системы водохозяйственного районирования территории РФ, подготовленной Федеральным агентством водных ресурсов:
- Код водного объекта в государственном водном реестре — 05010500912107000017663
- Код по гидрологической изученности (ГИ) — 107001766
- Код бассейна — 05.01.05.009
- Номер тома по ГИ — 07
- Выпуск по ГИ — 0